# Олимпийский комитет Лаоса
Олимпийский комитет Лаоса (лаос. ກ່ຽວກັບ ຄ.ອ.ລ) — организация, представляющая Лаос в международном олимпийском движении. Основан в 1975 году; зарегистрирован в МОК в 1979 году.
Штаб-квартира расположена в Вьентьяне. Является членом Международного олимпийского комитета, Олимпийского совета Азии и других международных спортивных организаций. Осуществляет деятельность по развитию спорта в Лаосе.